# Dmitrij Skobielcyn
Dmitrij Władimirowicz Skobielcyn (ros. Дмитрий Владимирович Скобельцын, ur. 12 listopada?/24 listopada 1892 w Petersburgu, zm. 16 listopada 1990 w Moskwie) – rosyjski i radziecki fizyk.

## Życiorys
Urodził się w rodzinie profesora fizyki Petersburskiego Instytutu Politechnicznego. W 1910 ukończył komercyjną szkołę techniczną w Petersburgu, po czym rozpoczął studia na Wydziale Elektromechanicznym Petersburskiego Instytutu Politechnicznego, jednak po ukończeniu pierwszego semestru przeniósł się na Wydział Fizyczno-Matematyczny Uniwersytetu Petersburskiego, który ukończył w 1915. Od 1915 pracował w dziale fizyki tego uniwersytetu, jednocześnie od 1916 do 1926 wykładał w Piotrogrodzkim/Leningradzkim Instytucie Politechnicznym i 1915–1916 w Piotrogrodzkim Żeńskim Instytucie Medycznym. W 1922 został na krótko aresztowany przez Czekę, zwolniono go bez przedstawiania mu zarzutów. Od wczesnych lat 20. prowadził eksperymentalną działalność naukową. Od 1925 do 1938 pracował w Leningradzkim Instytucie Fizyko-Chemicznym (obecnie Instytut Fizyko-Techniczny imienia A. F. Ioffego). W 1929 przy pomocy komory Wilsona umieszczonej w polu magnetycznym, odkrył powstawanie pęków promieniowania kosmicznego. Od 1929 do 1931 jako delegat naukowy pracował w Instytucie Radowym i laboratorium im. Pierre'a Curie w Paryżu. Od 1938 pracował w Instytucie Fizyki im. Lebiediewa Akademii Nauk ZSRR, którego w 1951 został dyrektorem (do 1973), początkowo jako konsultant, później kierownik działu pęków kosmicznych i kierownik laboratorium jądra atomowego. Po ataku Niemiec na ZSRR został wraz z instytutem ewakuowany do Kazania. W 1946 założył i został dyrektorem 2 Naukowo-Badawczego Instytutu Fizyki Moskiewskiego Uniwersytetu Państwowego (obecnie Naukowo-Badawczy Instytut Energii Atomowej MGU im. Skobielcyna). Od 1946 do 1948 pracował jako ekspert ds. energii atomowej w Ambasadzie ZSRR przy ONZ. Był autorem ok. 50 prac naukowych. Od 1946 brał aktywny udział w radzieckim projekcie atomowym jako członek Rady Naukowo-Technicznej Pierwszego Głównego Zarządu przy Radzie Ministrów ZSRR i zastępca przewodniczącego Rady Naukowej przy prezesie Akademii Nauk ZSRR. W 1973 został honorowym dyrektorem Instytutu Fizyki Akademii Nauk ZSRR. Jednocześnie z pracą naukową pracował jako wykładowca, od 1931 do 1938 był adiunktem i profesorem Leningradzkiego Instytutu Fizyko-Mechanicznego i Leningradzkiego Instytutu Industrialnego, a od 1940 profesorem Wydziału Fizyki Moskiewskiego Uniwersytetu Państwowego. W 1934 otrzymał tytuł profesora, a w 1936 doktora nauk fizyko-matematycznych. W 1939 został członkiem korespondentem, a w 1946 akademikiem Akademii Nauk ZSRR. Mimo że pozostawał bezpartyjny, od 1946 do 1963 był deputowanym do Rady Najwyższej RFSRR, a od 1954 do 1974 do Rady Najwyższej ZSRR. W 1957 został członkiem korespondentem Francuskiej Akademii Nauk, w 1960 honorowym członkiem Chińskiego Towarzystwa Fizycznego, a w 1962 doktorem honoris causa Uniwersytetu Hawańskiego. Został pochowany na Cmentarzu Nowodziewiczym.

## Odznaczenia i nagrody
- Medal Sierp i Młot Bohatera Pracy Socjalistycznej (13 marca 1969)
- Order Lenina (sześciokrotnie, 29 października 1949, 19 września 1953, 23 listopada 1962, 13 marca 1969, 2 grudnia 1972 i 17 września 1975)
- Order Rewolucji Październikowej (24 listopada 1982)
- Order Czerwonego Sztandaru Pracy (dwukrotnie, 4 listopada 1944 i 10 czerwca 1945)
- Złoty Medal im. Wawiłowa Akademii Nauk ZSRR (1952)
- Nagroda im. Mendelejewa (1936)
- Srebrny Medal Światowej Rady Pokoju (1959)
- Nagroda Leninowska (1982)
- Nagroda Stalinowska I stopnia (1951)

I inne.